# NGC 6457
NGC 6457 este o galaxie situată în constelația Dragonul. A fost descoperită în 8 iunie 1885 de către Edward D. Swift⁠(d). Se află la o distanță de 115,37 megaparseci de Pământ.